# St. Michaelis (Brand-Erbisdorf)
St. Michaelis ist ein Ortsteil der Großen Kreisstadt Brand-Erbisdorf im Landkreis Mittelsachsen (Freistaat Sachsen). Er wurde am 1. Oktober 1993 eingemeindet. Seitdem bildet St. Michaelis mit seinem Gemeindeteil Himmelsfürst und dem Ortsteil Linda einen von zwei Ortschaften der Stadt Brand-Erbisdorf.

## Geografie

### Lage
St. Michaelis liegt etwa 3 Kilometer westlich von Brand-Erbisdorf im unteren Osterzgebirge. Das durch den Ort fließende Erbisdorfer Wasser entwässert in die Striegis. St. Michaelis ist mit dem Siedlungsgebiet von Erbisdorf verwachsen.
In der südlichen Flur von St. Michaelis befindet sich die Himmelsfürst Fundgrube, um die sich eine Siedlung gleichen Namens bildete.

### Nachbarorte
|       |                                             |                 |
| Linda | Kompassrose, die auf Nachbargemeinden zeigt | Brand-Erbisdorf |
|       | Himmelsfürst                                |                 |

## Geschichte

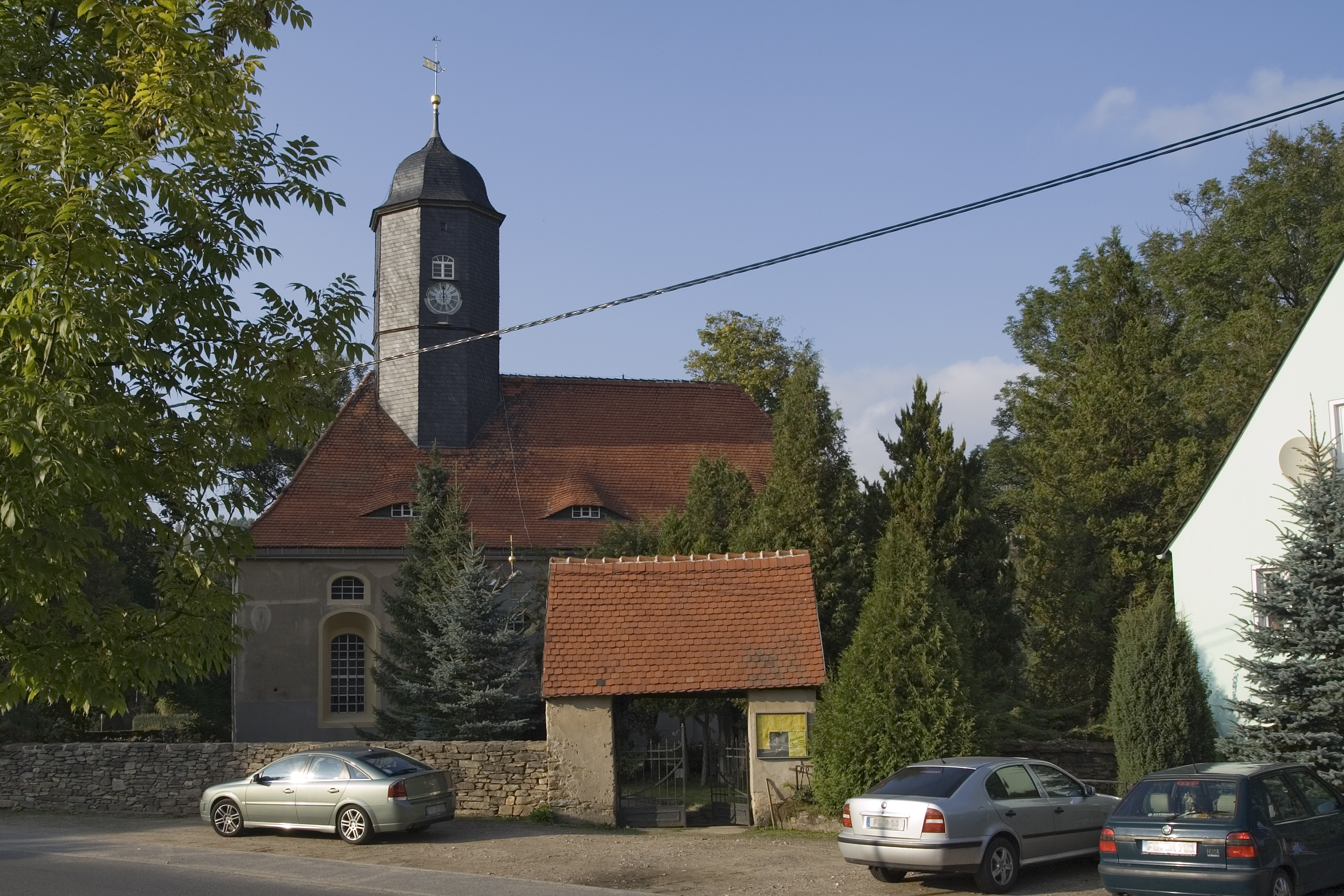
Kirche

Erstmals urkundlich erwähnt wurde das Waldhufendorf St. Michaelis im Jahr 1348. Der Name des Ortes geht auf eine dem Erzengel Michael geweihte Wallfahrtskapelle zurück, die am ehemaligen Fürstenweg von Freiberg nach Augustusburg errichtet wurde. Mit dem beginnenden Silberbergbau im Freiberger Bergrevier wandelte sich insbesondere der obere, stark landwirtschaftlich geprägte Teil des Dorfes hin zu einer Bergmannssiedlung. Am Goldberg wurde 1577 der Rotvorwerksteich angelegt. In der südlichen Ortsflur von St. Michaelis wurde im Jahr 1572 die Himmelsfürst Fundgrube verliehen. Sie lag im Südwesten des Freiberger Reviers und war im 19. Jahrhundert gemeinsam mit der Himmelfahrt Fundgrube das ertragreichste und bekannteste sächsische Erzbergwerk. Um die Fundgrube entwickelte sich eine kleine Siedlung, die politisch jedoch immer zu St. Michaelis gehörte.
St. Michaelis zählte neben Oberschöna, Wegefarth und Linda zu den vier Eckhardschen Dörfern. Diese waren Lehen des hessischen Klosters Hersfeld. Ursprünglich gehörte der Ort zum Besitz des Klosters Altzella bei Nossen. Seit 1532 war St. Michaelis Amtsdorf, das bis 1856 im kursächsischen bzw. königlich-sächsischen Kreisamt Freiberg lag. Ab 1856 gehörte St. Michaelis zum Gerichtsamt Brand und ab 1875 zur Amtshauptmannschaft Freiberg. Mit der Eröffnung der Bahnstrecke Brand-Erbisdorf–Langenau wurde am 15. Juli 1890 im südlichen Gemeindeteil Himmelsfürst ein Haltepunkt eingeweiht. Er war bis zur Stilllegung der Strecke im Jahr 1997 in Betrieb.
Der westlich von St. Michaelis gelegene Nachbarort Linda wurde am 1. Juli 1950 nach St. Michaelis eingemeindet. Durch die zweite Kreisreform in der DDR kam der Ort im Jahr 1952 zum Kreis Brand-Erbisdorf im Bezirk Chemnitz (1953 in Bezirk Karl-Marx-Stadt umbenannt). Seit der Eingemeindung von St. Michaelis in die Stadt Brand-Erbisdorf am 1. Oktober 1993 bildet St. Michaelis mit seinem Gemeindeteil Himmelsfürst und dem Ortsteil Linda die Ortschaft St. Michaelis. Als Ortsteil von Brand-Erbisdorf kam St. Michaelis im Jahr 1994 vom sächsischen Landkreis Brand-Erbisdorf zum Landkreis Freiberg und 2008 zum Landkreis Mittelsachsen.

## Entwicklung der Einwohnerzahl
| Jahr    | Einwohnerzahl                                         |
| ------- | ----------------------------------------------------- |
| 1548/51 | 58 besessene Mann, 47 Inwohner, 48 Hufen              |
| 1764    | 22 besessene Mann, 15 Gärtner, 23 Häusler, 39 ½ Hufen |
| 1834    | 1251                                                  |
| 1871    | 1367                                                  |

| Jahr | Einwohnerzahl |
| ---- | ------------- |
| 1890 | 1461          |
| 1910 | 1034          |
| 1925 | 1094          |
| 1939 | 1163          |

| Jahr   | Einwohnerzahl |
| ------ | ------------- |
| 1946   | 1407          |
| 1950 1 | 1789          |
| 1964 1 | 1707          |
| 1990 1 | 1204          |

## Gedenkstätten
Auf dem Friedhof erinnert ein Grabgedenken an einen namentlich bekannten polnischen Zwangsarbeiter, der im Zweiten Weltkrieg nach Deutschland verschleppt und von den Führern des Ortes 1944 misshandelt und ermordet wurde.

## Verkehr

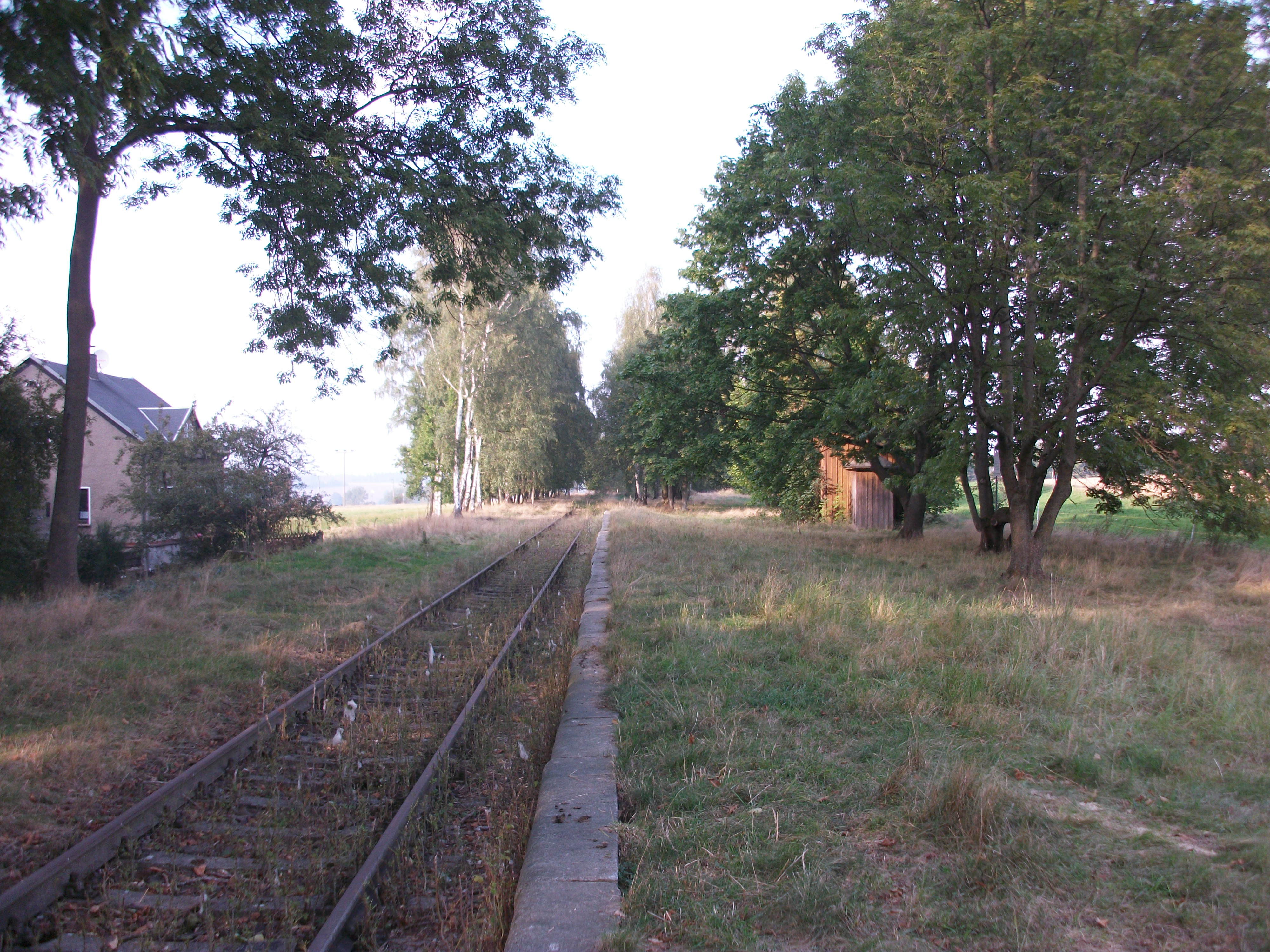
Haltepunkt Himmelsfürst, Richtung Brand-Erbisdorf (2016)

Die Haltestelle Himmelsfürst an der Bahnstrecke Brand-Erbisdorf–Langenau wurde am 15. Juli 1890 im südlichen Ortsteil Himmelsfürst eröffnet und 1905 zum Bahnhof gewidmet. 1933 erfolgte die Herabstufung zur Haltestelle und 1964 zum Haltepunkt. Bis zur Einstellung des Bergbaues befanden sich im Bereich der Station zwei Anschlussgleise zu Schächten der dort gelegenen Himmelsfürst Fundgrube. Der Haltepunkt ging am 1. Juni 1997 außer Betrieb. Das hölzerne Wartehaus ist am Standort noch vorhanden.

## Persönlichkeiten
- Karlheinz Richter (1928–2015), Mediziner und Hochschullehrer